# Taça de Prata 1982
Der Taça de Prata 1982 war die fünfte Spielzeit der zweiten Fußball-Liga Brasiliens.

## Saisonverlauf
Der Wettbewerb startete am 23. Januar 1982 in seine neue Saison und endete am 25. April 1982. Die Meisterschaft wurde vom nationalen Verband CBF ausgerichtet.
Am Ende der Saison konnte der Campo Grande AC die Meisterschaft feiern. Die Sieger der Gruppenspiele der zweiten Runde qualifizierten sich für die zweite Runde der ersten Liga 1982. Die vier Zweitplatzierten der zweiten Runde qualifizierten sich für die Achtelfinals. In diesem stießen die Klubs zwölf Klubs hinzu, welcher in der ersten Runde der ersten Liga ausgeschieden waren. Die beiden Finalisten qualifizierten sich für erste Liga 1983.
Der Wettbewerb wurde in zwei Gruppenphasen und einer Ko-Runde ab dem Achtelfinale und einem Finale ausgetragen.

## Teilnehmer
Es nahmen 48 Mannschaften am Wettbewerb teil. Dieses waren 36 Qualifikanten aus den Staatsmeisterschaften sowie den zwölf Klubs aus der Taça de Ouro 1982.

### Teilnehmer Staatsmeisterschaften
Bei den Teilnehmern aus Rio de Janeiro hatte sich ursprünglich Olaria AC als Sieger der Série C 1981 qualifiziert. Aufgrund des Abschneidens in der Staatsmeisterschaft von 1981 wurde aber der Americano FC (RJ) vom Landesverband Rios dem FERJ gemeldet.
| Bundesstaat         | Klub                         | Qualifizierung         | Ergebnis                   |
| ------------------- | ---------------------------- | ---------------------- | -------------------------- |
| Alagoas             | Clube de Regatas Brasil      | 2. Staatsmeister 1981  | 2. Runde                   |
| Amazonas            | Nacional Fast Clube          | 2. Staatsmeister 1981  | 1. Runde                   |
| Bahia               | AD Catuense                  | 3. Staatsmeister 1981  | 1. Runde                   |
| Bahia               | AD Leônico                   | 4. Staatsmeister 1981  | 1. Runde                   |
| Brasília            | CR Guará                     | 2. Staatsmeister 1981  | 1. Runde                   |
| Ceará               | Fortaleza EC                 | 3. Staatsmeister 1981  | Achtelfinale               |
| Ceará               | AE Tiradentes                | 3. Staatsmeister 1981  | 1. Runde                   |
| Espírito Santo      | AA Colatina                  | 2. Staatsmeister 1981  | 1. Runde                   |
| Goiás               | Anápolis FC                  | 3. Staatsmeister 1981  | 1. Runde                   |
| Goiás               | Vila Nova FC                 | 4. Staatsmeister 1981  | 2. Runde                   |
| Maranhão            | Sampaio Corrêa FC            | 2. Staatsmeister 1981  | 1. Runde                   |
| Mato Grosso         | CE Operário Várzea-Grandense | 2. Staatsmeister 1981  | 1. Runde                   |
| Mato Grosso do Sul  | EC Comercial (MS)            | 2. Staatsmeister 1981  | 1. Runde                   |
| Minas Gerais        | América Mineiro              | 3. Staatsmeister 1981  | 1. Runde                   |
| Minas Gerais        | Uberaba SC                   | 4. Staatsmeister 1981  | Halbfinale                 |
| Pará                | Clube do Remo                | 2. Staatsmeister 1981  | 1. Runde                   |
| Paraíba             | Campinense Clube             | 2. Staatsmeister 1981  | 2. Runde                   |
| Paraná              | Athletico Paranaense         | 3. Staatsmeister 1981  | Qualifikation Taça de Ouro |
| Paraná              | Cascavel EC                  | 4. Staatsmeister 1981  | 1. Runde                   |
| Pernambuco          | Central SC                   | 3. Staatsmeister 1981  | 1. Runde                   |
| Pernambuco          | Santa Cruz FC                | 4. Staatsmeister 1981  | 1. Runde                   |
| Piauí               | SE Tiradentes                | 2. Staatsmeister 1981  | Viertelfinale              |
| Rio de Janeiro      | America FC (RJ)              | 6. Staatsmeister 1981  | Qualifikation Taça de Ouro |
| Rio de Janeiro      | Volta Redonda FC             | 7. Staatsmeister 1981  | 2. Runde                   |
| Rio de Janeiro      | Campo Grande AC              | 8. Staatsmeister 1981  | Meister                    |
| Rio de Janeiro      | Americano FC (RJ)            | 9. Staatsmeister 1981  | 1. Runde                   |
| Rio Grande do Norte | ACEC Baraúnas                | 2. Staatsmeister 1981  | 1. Runde                   |
| Rio Grande do Sul   | EC Novo Hamburgo             | 4. Staatsmeister 1981  | 1. Runde                   |
| Rio Grande do Sul   | SC São Paulo                 | 5. Staatsmeister 1981  | Qualifikation Taça de Ouro |
| Santa Catarina      | Criciúma EC                  | 2. Staatsmeister 1981  | 1. Runde                   |
| São Paulo           | SC Corinthians               | 8. Staatsmeister 1981  | Qualifikation Taça de Ouro |
| São Paulo           | Botafogo FC (SP)             | 9. Staatsmeister 1981  | 1. Runde                   |
| São Paulo           | CA Juventus                  | 10. Staatsmeister 1981 | 1. Runde                   |
| São Paulo           | SE Palmeiras                 | 11. Staatsmeister 1981 | 1. Runde                   |
| São Paulo           | Portuguesa                   | 12. Staatsmeister 1981 | 1. Runde                   |
| Sergipe             | CS Sergipe                   | Staatsmeister 1981     | 1. Runde                   |

## Modus
Punktevergabe
- 1. Anzahl von Siegen
- 2. Größere Anzahl von Punkten
- 3. Bessere Tordifferenz
- 4. Anzahl von Tore
- 5. Anzahl Gegentore
- 6. Direkter Vergleich

## 1. Runde
In der ersten Runde wurden die 36 Teilnehmer aus den Staatsmeisterschaften in sechs Gruppen zu je sechs Klubs aufgeteilt. Alle Teilnehmer spielten in ihren Gruppen einmal gegen alle Teilnehmer einer Gruppe. Die Gruppensieger und -zweiten zogen in die Zweite ein.

### Gruppe A
| Pl. | Verein              | Sp. | S | U | N | Tore    | Diff. | Punkte |
| --- | ------------------- | --- | - | - | - | ------- | ----- | ------ |
| 1.  | SE Tiradentes       | 5   | 3 | 1 | 1 | 010:600 | +4    | 07     |
| 2.  | Fortaleza EC        | 5   | 3 | 1 | 1 | 007:600 | +1    | 07     |
| 3.  | Clube do Remo       | 5   | 2 | 3 | 0 | 009:500 | +4    | 07     |
| 4.  | Sampaio Corrêa FC   | 5   | 1 | 3 | 1 | 007:600 | +1    | 05     |
| 5.  | Nacional Fast Clube | 5   | 1 | 1 | 3 | 010:130 | −3    | 03     |
| 6.  | AE Tiradentes       | 5   | 0 | 1 | 4 | 004:110 | −7    | 01     |

### Gruppe B
| Pl. | Verein                  | Sp. | S | U | N | Tore    | Diff. | Punkte |
| --- | ----------------------- | --- | - | - | - | ------- | ----- | ------ |
| 1.  | Campinense Clube        | 5   | 2 | 3 | 0 | 008:500 | +3    | 07     |
| 2.  | Clube de Regatas Brasil | 5   | 1 | 4 | 0 | 007:500 | +2    | 06     |
| 3.  | Central SC              | 5   | 1 | 3 | 1 | 005:500 | ±0    | 05     |
| 4.  | CS Sergipe              | 5   | 1 | 3 | 1 | 005:600 | −1    | 05     |
| 5.  | Santa Cruz FC           | 5   | 1 | 3 | 1 | 004:500 | −1    | 05     |
| 6.  | ACEC Baraúnas           | 5   | 0 | 2 | 3 | 003:600 | −3    | 02     |

### Gruppe C
| Pl. | Verein          | Sp. | S | U | N | Tore    | Diff. | Punkte |
| --- | --------------- | --- | - | - | - | ------- | ----- | ------ |
| 1.  | America FC (RJ) | 5   | 4 | 0 | 1 | 010:300 | +7    | 08     |
| 2.  | SC Corinthians  | 5   | 3 | 2 | 0 | 011:300 | +8    | 08     |
| 3.  | AD Catuense     | 5   | 3 | 1 | 1 | 005:300 | +2    | 07     |
| 4.  | AA Colatina     | 5   | 2 | 1 | 2 | 005:600 | −1    | 05     |
| 5.  | AD Leônico      | 5   | 1 | 0 | 4 | 003:900 | −6    | 02     |
| 6.  | CR Guará        | 5   | 0 | 0 | 5 | 002:120 | −10   | 0      |

### Gruppe D
| Pl. | Verein                       | Sp. | S | U | N | Tore    | Diff. | Punkte |
| --- | ---------------------------- | --- | - | - | - | ------- | ----- | ------ |
| 1.  | Vila Nova FC                 | 5   | 4 | 1 | 0 | 006:200 | +4    | 09     |
| 2.  | Volta Redonda FC             | 5   | 3 | 2 | 0 | 014:300 | +11   | 08     |
| 3.  | CA Juventus                  | 5   | 2 | 1 | 2 | 009:800 | +1    | 05     |
| 4.  | SE Palmeiras                 | 5   | 1 | 3 | 1 | 005:500 | ±0    | 05     |
| 5.  | CE Operário Várzea-Grandense | 5   | 1 | 0 | 4 | 003:140 | −11   | 02     |
| 6.  | Anápolis FC                  | 5   | 0 | 1 | 4 | 003:800 | −5    | 01     |

### Gruppe E
In der ersten Partie in der Gruppe kam es am 23. Januar zur Begegnung von América Mineiro und Uberaba SC. Die Partie endete 1 für América, wurde aber als Sieg für Uberaba gewertet. América hatte einen Spieler irregulär eingesetzt.
| Pl. | Verein            | Sp. | S | U | N | Tore    | Diff. | Punkte |
| --- | ----------------- | --- | - | - | - | ------- | ----- | ------ |
| 1.  | Campo Grande AC   | 5   | 4 | 1 | 0 | 011:200 | +9    | 09     |
| 2.  | Uberaba SC        | 5   | 3 | 2 | 0 | 008:700 | +1    | 08     |
| 3.  | Americano FC (RJ) | 5   | 3 | 0 | 2 | 006:600 | ±0    | 06     |
| 4.  | Portuguesa        | 5   | 2 | 1 | 2 | 008:800 | ±0    | 05     |
| 5.  | EC Comercial (MS) | 5   | 1 | 0 | 4 | 002:800 | −6    | 02     |
| 6.  | América Mineiro   | 5   | 0 | 0 | 5 | 003:700 | −4    | 0      |

### Gruppe F
| Pl. | Verein               | Sp. | S | U | N | Tore    | Diff. | Punkte |
| --- | -------------------- | --- | - | - | - | ------- | ----- | ------ |
| 1.  | Athletico Paranaense | 5   | 4 | 0 | 1 | 006:800 | −2    | 08     |
| 2.  | SC São Paulo         | 5   | 2 | 1 | 2 | 007:700 | ±0    | 05     |
| 3.  | Botafogo FC (SP)     | 5   | 1 | 3 | 1 | 004:300 | +1    | 05     |
| 4.  | EC Novo Hamburgo     | 5   | 1 | 3 | 1 | 002:200 | ±0    | 05     |
| 5.  | Criciúma EC          | 5   | 1 | 2 | 2 | 009:500 | +4    | 04     |
| 6.  | Cascavel EC          | 5   | 1 | 1 | 3 | 002:500 | −3    | 03     |

## Runde 2
Hier trafen die 12 qualifizierten Klubs der ersten Runde in vier Gruppen zu je dritt aufeinander. In den Gruppen traten alle Klubs einmal gegeneinander an. Die beste Mannschaft jeder Gruppe qualifizierte sich für die zweite Runde der erste Liga 1982. Die Gruppenzweiten zogen ins Achtelfinale ein.

### Gruppe G
| Pl. | Verein                  | Sp. | S | U | N | Tore    | Diff. | Punkte |
| --- | ----------------------- | --- | - | - | - | ------- | ----- | ------ |
| 1.  | America FC (RJ)         | 2   | 1 | 1 | 0 | 006:200 | +4    | 04     |
| 2.  | SE Tiradentes           | 2   | 0 | 2 | 0 | 003:300 | ±0    | 02     |
| 3.  | Clube de Regatas Brasil | 2   | 0 | 1 | 1 | 001:500 | −4    | 01     |

### Gruppe H
| Pl. | Verein           | Sp. | S | U | N | Tore    | Diff. | Punkte |
| --- | ---------------- | --- | - | - | - | ------- | ----- | ------ |
| 1.  | SC Corinthians   | 2   | 2 | 0 | 0 | 006:300 | +3    | 06     |
| 2.  | Fortaleza EC     | 2   | 1 | 0 | 1 | 005:500 | ±0    | 03     |
| 3.  | Campinense Clube | 2   | 0 | 0 | 2 | 002:500 | −3    | 0      |

### Gruppe I
| Pl. | Verein       | Sp. | S | U | N | Tore    | Diff. | Punkte |
| --- | ------------ | --- | - | - | - | ------- | ----- | ------ |
| 1.  | SC São Paulo | 2   | 1 | 1 | 0 | 003:100 | +2    | 04     |
| 2.  | Uberaba SC   | 2   | 1 | 0 | 1 | 004:400 | ±0    | 03     |
| 3.  | Vila Nova FC | 2   | 0 | 1 | 1 | 003:500 | −2    | 01     |

### Gruppe J
| Pl. | Verein               | Sp. | S | U | N | Tore    | Diff. | Punkte |
| --- | -------------------- | --- | - | - | - | ------- | ----- | ------ |
| 1.  | Athletico Paranaense | 2   | 2 | 0 | 0 | 004:100 | +3    | 06     |
| 2.  | Campo Grande AC      | 2   | 0 | 1 | 1 | 003:400 | −1    | 01     |
| 3.  | Volta Redonda FC     | 2   | 0 | 1 | 1 | 002:400 | −2    | 01     |

## Achtelfinale

### Teilnehmer aus der Taça de Ouro
Die in der ersten Runde des Taça de Ouro 1982 ausgeschiedenen und dadurch für das Achtelfinale dieses Wettbewerbs qualifizierten Klubs waren:
| Bundesstaat         | Klub                   | Ergebnis      |
| ------------------- | ---------------------- | ------------- |
| Alagoas             | CS Alagoano            | Vizemeister   |
| Amazonas            | Nacional FC (AM)       | Achtelfinale  |
| Bahia               | EC Vitória             | Achtelfinale  |
| Brasília            | Taguatinga EC          | Achtelfinale  |
| Ceará               | Ferroviário AC (CE)    | Achtelfinale  |
| Espírito Santo      | Desportiva Ferroviária | Achtelfinale  |
| Goiás               | Goiás EC               | Achtelfinale  |
| Mato Grosso         | Mixto EC               | Viertelfinale |
| Piauí               | Ríver AC               | Viertelfinale |
| Rio Grande do Norte | América FC (RN)        | Achtelfinale  |
| Santa Catarina      | Joinville EC           | Halbfinale    |
| Sergipe             | AO Itabaiana           | Viertelfinale |

### Ergebnisse Achtelfinale
| Datum      |                        | Gesamt |                  | Hinspiel | Rückspiel |
| ---------- | ---------------------- | ------ | ---------------- | -------- | --------- |
| 27.2./6.3. | Ferroviário AC (CE)    | 1:1    | AO Itabaiana     | 1:1      | 0:0       |
| 27.2./6.3. | Goiás EC               | 1:4    | Campo Grande AC  | 0:0      | 0:4       |
| 27.2./6.3. | Mixto EC               | 6:1    | EC Vitória       | 5:0      | 1:1       |
| 27.2./6.3. | Desportiva Ferroviária | 0:3    | Uberaba SC       | 0:3      | 0:0       |
| 27.2./6.3. | Taguatinga EC          | 2:8    | Joinville EC     | 2:2      | 0:6       |
| 27.2./7.3. | América FC (RN)        | 0:3    | SE Tiradentes    | 0:2      | 0:1       |
| 28.2./7.3. | CS Alagoano            | 3:1    | Fortaleza EC     | 2:0      | 1:1       |
| 28.2./7.3. | Ríver AC               | 4:3    | Nacional FC (AM) | 4:0      | 0:3       |

Aufgrund des besseren Ergebnisses in der ersten Runde des Taça de Ouro zog Itabaiana ins Viertelfinale ein.

## Viertelfinale
| Datum       |              | Gesamt |                 | Hinspiel | Rückspiel |
| ----------- | ------------ | ------ | --------------- | -------- | --------- |
| 14.3./20.3. | Ríver AC     | 2:7    | Campo Grande AC | 2:3      | 0:4       |
| 14.3./20.3. | CS Alagoano  | 5:2    | Mixto EC        | 3:1      | 2:1       |
| 14.3./20.3. | Joinville EC | 3:2    | SE Tiradentes   | 1:0      | 2:2       |
| 17.3./20.3. | AO Itabaiana | 1:7    | Uberaba SC      | 1:4      | 0:3       |

## Halbfinale
| Datum      |                 | Gesamt |             | Hinspiel | Rückspiel |
| ---------- | --------------- | ------ | ----------- | -------- | --------- |
| 28.4./4.4. | Campo Grande AC | 6:0    | Uberaba SC  | 4:0      | 2:0       |
| 28.4./4.4. | Joinville EC    | 3:3    | CS Alagoano | 2:1      | 1:2       |

Aufgrund des besseren Ergebnisses in der vierten Runde zog der CS Alagoano ins Finale ein.

## Finale
Die Teilnehmer am Finale waren für die erste Liga 1983 qualifiziert.

### Hinspiel
| CS Alagoano                                 | CS Alagoano | Campo Grande AC | Campo Grande AC |
| ------------------------------------------- | --- | --- | --------------- |
| CS Alagoano                                 | \| 11. April 1982 in Maceió (Estádio Rei Pelé) \| \| Ergebnis: 4:3 (1:3) \| \| Zuschauer: 16.045 \| \| Schiedsrichter: Nacor Benedito Arouche \|                 | \| 11. April 1982 in Maceió (Estádio Rei Pelé) \| \| Ergebnis: 4:3 (1:3) \| \| Zuschauer: 16.045 \| \| Schiedsrichter: Nacor Benedito Arouche \|  | Campo Grande AC |
| CS Alagoano                                 | Joceli – Flávio, Fernando, Jerônimo, Zezinho – Ademir Mineiro, Jorge Siri, Rômel – Américo (Dentinho) , Freitas (Zé Carlos) , Mug Cheftrainer: Jorge Vasconcelos | Ronaldo – Marinho, Pirulito, Neném (Mauro) , Jacenir – Serginho, Lulinha, Aílton (Pingo) – Tuchê, Luisinho, Luís Paulo Cheftrainer: Décio Esteves | Campo Grande AC |
| CS Alagoano                                 | 1:0 Romel (15.) 2:3 Romel (67.) 3:3 Romel (78.) 4:3 Zé Carlos (87.)                                                                                              | 1:1 Jerônimo (38., Eigentor) 1:2 Luís Paulo (40.) 1:3 Luisinho (43.)                                                                              | Campo Grande AC |
| CS Alagoano                                 | Flávio | | Campo Grande AC |
| CS Alagoano                                 | Dentinho, Jerônimo | | Campo Grande AC |
| 11. April 1982 in Maceió (Estádio Rei Pelé) | | |                 |
| Ergebnis: 4:3 (1:3)                         | | |                 |
| Zuschauer: 16.045                           | | |                 |
| Schiedsrichter: Nacor Benedito Arouche      | | |                 |

### Rückspiel
| Campo Grande AC                                           | Campo Grande AC | CS Alagoano | CS Alagoano |
| --------------------------------------------------------- | --- | --- | ----------- |
| Campo Grande AC                                           | \| 18. April 1982 in Rio de Janeiro (Estádio Ítalo del Cima) \| \| Ergebnis: 2:1 (0:0) \| \| Zuschauer: 8.312 \| \| Schiedsrichter: Dulcídio Vanderlei Boschilla \| | \| 18. April 1982 in Rio de Janeiro (Estádio Ítalo del Cima) \| \| Ergebnis: 2:1 (0:0) \| \| Zuschauer: 8.312 \| \| Schiedsrichter: Dulcídio Vanderlei Boschilla \| | CS Alagoano |
| Campo Grande AC                                           | Ronaldo – Marinho, Pirulito, Mauro, Ramírez – Serginho, Lulinha (Pingo) , Aílton – Tuchê, Luisinho (Carlos Antônio) , Luís Paulo Cheftrainer: Décio Esteves         | Joceli, Flávio, Fernando, Café, Zezinho – Ademir, Rômel, Zé Carlos – Jacozinho, Freitas (Veiga) , Mug Cheftrainer: Jorge Vasconcelos                                | CS Alagoano |
| Campo Grande AC                                           | 1:1 Mauro (59.) 2:1 Tuchê (82.) | 0:1 Ademir (55.) | CS Alagoano |
| 18. April 1982 in Rio de Janeiro (Estádio Ítalo del Cima) | | |             |
| Ergebnis: 2:1 (0:0)                                       | | |             |
| Zuschauer: 8.312                                          | | |             |
| Schiedsrichter: Dulcídio Vanderlei Boschilla              | | |             |

### Entscheidungsspiel
| Campo Grande AC                                           | Campo Grande AC | CS Alagoano | CS Alagoano |
| --------------------------------------------------------- | --- | --- | ----------- |
| Campo Grande AC                                           | \| 25. April 1982 in Estádio Ítalo del Cima (Rio de Janeiro) \| \| Ergebnis: 3:0 (2:0) \| \| Zuschauer: 15.567 \| \| Schiedsrichter: Aírton Bernardoni \| | \| 25. April 1982 in Estádio Ítalo del Cima (Rio de Janeiro) \| \| Ergebnis: 3:0 (2:0) \| \| Zuschauer: 15.567 \| \| Schiedsrichter: Aírton Bernardoni \| | CS Alagoano |
| Campo Grande AC                                           | Ronaldo, Marinho, Pirulito, Ramirez, Serginho - Lulinha, Pingo, Aílton - Tuchê, Luisinho, Luís Paulo Cheftrainer: Décio Esteves                           | Joceli - Flávio, Fernando, Jerônimo, Zezinho - Ademir, João Carlos (Joseílton) , Veiga - Américo (Freitas) , Dentinho, Mug Cheftrainer: Jorge Vasconcelos | CS Alagoano |
| Campo Grande AC                                           | 1:0 Luisinho (30.) 2:0 Lulinha (44.) 3:0 Luisinho (60.)                                                                                                   | | CS Alagoano |
| Campo Grande AC                                           | Luisinho | Joceli, Flávio, Jerônimo | CS Alagoano |
| 25. April 1982 in Estádio Ítalo del Cima (Rio de Janeiro) | | |             |
| Ergebnis: 3:0 (2:0)                                       | | |             |
| Zuschauer: 15.567                                         | | |             |
| Schiedsrichter: Aírton Bernardoni                         | | |             |

## Beste Torschützen
| Rang | Spieler  | Klub            | Tore |
| ---- | -------- | --------------- | ---- |
| 1    | Luisinho | Campo Grande AC | 10   |
| 2    | Tuchê    | Campo Grande AC | 8    |
|      | Barbiéri | Joinville EC    | 8    |
| 4    | Tostão   | Mixto EC        | 7    |
|      | Sima     | Ríver AC        | 7    |
|      | Cabeça   | Uberaba SC      | 7    |

## Abschlusstabelle
Die Tabelle diente lediglich zur Feststellung der Platzierung der einzelnen Mannschaften in der Saison. Sie wurde zeitweise vom Verband auch zur Ermittlung einer ewigen Rangliste herangezogen. Sie setzt sich zusammen aus allen ausgetragenen Spielen. In der Sortierung hat das Erreichen der jeweiligen Finalphase Vorrang vor den erzielten Punkten.
| Pl. | Verein                       | Sp. | S  | U | N | Tore    | Diff. | Punkte |
| --- | ---------------------------- | --- | -- | - | - | ------- | ----- | ------ |
| 1.  | Campo Grande AC              | 16  | 11 | 3 | 2 | 039:130 | +26   | 25     |
| 2.  | CS Alagoano                  | 9   | 5  | 1 | 3 | 016:140 | +2    | 11     |
| 3.  | Uberaba SC                   | 13  | 7  | 3 | 3 | 022:170 | +5    | 17     |
| 4.  | Joinville EC                 | 6   | 3  | 2 | 1 | 014:700 | +7    | 08     |
| 5.  | SE Tiradentes                | 11  | 5  | 4 | 2 | 018:120 | +6    | 14     |
| 6.  | Mixto EC                     | 4   | 1  | 1 | 2 | 008:600 | +2    | 03     |
| 7.  | Ríver AC                     | 4   | 1  | 0 | 3 | 003:600 | −3    | 02     |
| 8.  | AO Itabaiana                 | 4   | 0  | 2 | 2 | 002:800 | −6    | 02     |
| 9.  | Fortaleza EC                 | 9   | 4  | 2 | 3 | 013:140 | −1    | 10     |
| 10. | Ferroviário AC (CE)          | 2   | 0  | 2 | 0 | 001:100 | ±0    | 02     |
| 11. | Nacional FC (AM)             | 2   | 1  | 0 | 1 | 003:400 | −1    | 02     |
| 12. | Desportiva Ferroviária       | 2   | 0  | 1 | 1 | 000:300 | −3    | 01     |
| 13. | Goiás EC                     | 2   | 0  | 1 | 1 | 000:400 | −4    | 01     |
| 14. | EC Vitória                   | 2   | 0  | 1 | 1 | 001:600 | −5    | 01     |
| 15. | Taguatinga EC                | 2   | 0  | 1 | 1 | 002:800 | −6    | 01     |
| 16. | América FC (RN)              | 2   | 0  | 0 | 2 | 000:300 | −3    | 0      |
| 17. | SC Corinthians               | 7   | 5  | 2 | 0 | 017:600 | +11   | 12     |
| 18. | Athletico Paranaense         | 7   | 6  | 0 | 1 | 010:900 | +1    | 12     |
| 19. | America FC (RJ)              | 7   | 5  | 1 | 1 | 016:500 | +11   | 11     |
| 20. | SC São Paulo                 | 7   | 3  | 2 | 2 | 010:120 | −2    | 08     |
| 21. | Vila Nova FC                 | 7   | 4  | 2 | 1 | 009:700 | +2    | 10     |
| 22. | Volta Redonda FC             | 7   | 3  | 3 | 1 | 016:700 | +9    | 09     |
| 23. | Campinense Clube             | 7   | 2  | 3 | 2 | 010:100 | ±0    | 07     |
| 24. | Clube de Regatas Brasil      | 7   | 1  | 5 | 1 | 008:100 | −2    | 07     |
| 25. | Clube do Remo                | 5   | 2  | 3 | 0 | 009:500 | +4    | 07     |
| 26. | AD Catuense                  | 5   | 3  | 1 | 1 | 005:300 | +2    | 07     |
| 27. | Americano FC (RJ)            | 5   | 3  | 0 | 2 | 006:600 | ±0    | 06     |
| 28. | CA Juventus                  | 5   | 2  | 1 | 2 | 009:800 | +1    | 05     |
| 29. | Sampaio Corrêa FC            | 5   | 1  | 3 | 1 | 007:600 | +1    | 05     |
| 30. | Botafogo FC (SP)             | 5   | 1  | 3 | 1 | 004:300 | +1    | 05     |
| 31. | Portuguesa                   | 5   | 2  | 1 | 2 | 008:800 | ±0    | 05     |
| 32. | Central SC                   | 5   | 1  | 3 | 1 | 005:500 | ±0    | 05     |
| 33. | SE Palmeiras                 | 5   | 1  | 3 | 1 | 005:500 | ±0    | 05     |
| 34. | EC Novo Hamburgo             | 5   | 1  | 3 | 1 | 002:200 | ±0    | 05     |
| 35. | AA Colatina                  | 5   | 2  | 1 | 2 | 005:600 | −1    | 05     |
| 36. | CS Sergipe                   | 5   | 1  | 3 | 1 | 005:600 | −1    | 05     |
| 37. | Santa Cruz FC                | 5   | 1  | 3 | 1 | 004:500 | −1    | 05     |
| 38. | Criciúma EC                  | 5   | 1  | 2 | 2 | 009:500 | +4    | 04     |
| 39. | Cascavel EC                  | 5   | 1  | 1 | 3 | 002:500 | −3    | 03     |
| 40. | Nacional Fast Clube          | 5   | 1  | 1 | 3 | 010:130 | −3    | 03     |
| 41. | ACEC Baraúnas                | 5   | 0  | 2 | 3 | 003:600 | −3    | 02     |
| 42. | AD Leônico                   | 5   | 1  | 0 | 4 | 003:900 | −6    | 02     |
| 43. | EC Comercial (MS)            | 5   | 1  | 0 | 4 | 002:800 | −6    | 02     |
| 44. | CE Operário Várzea-Grandense | 5   | 1  | 0 | 4 | 003:140 | −11   | 02     |
| 45. | Anápolis FC                  | 5   | 0  | 1 | 4 | 003:800 | −5    | 01     |
| 46. | AE Tiradentes                | 5   | 0  | 1 | 4 | 004:110 | −7    | 01     |
| 47. | América Mineiro              | 5   | 0  | 0 | 5 | 003:700 | −4    | 0      |
| 48. | CR Guará                     | 5   | 0  | 0 | 5 | 002:120 | −10   | 0      |